# Xu Jue
Pour les articles homonymes, voir Jue.
Xu Jue (徐珏), née en 1939, est une géographe et l'un des membres les plus connues de l'association les Mères de Tiananmen. Liu Xiaobo, prix nobel de la paix 2010, aurait souhaité que le comité récompense Xu Jue, une des membres les plus connues de l'association. Le 3 juin 1989, au cours des massacres de la place Tian'anmen, son fils âgé de 21 ans est abattu par un soldat. Depuis, Xu Jue exige « que la vérité sur les faits et le bilan des victimes soient rétablis, que l'on dise officiellement qui a donné l'ordre de tirer et qu'une indemnité soit donnée aux familles, pas pour l'argent, mais pour le principe ».
Elle est l'une des 303 intellectuels chinois signataires de la Charte 08.